# Światło Łatgalii
Światło Łatgalii (łot. Latgales Gaisma, LG) – łotewska partia regionalna działająca na terenie Łatgalii w latach 2001–2007. 

## Historia
Została założona przez dyneburskiego biznesmena Rihardsa Eigimsa. W 2001 roku Światło wygrało wybory samorządowe w Dyneburgu, dzięki czemu Eigims został zaprzysiężony na prezydenta miasta. Liczne rozłamy w partii doprowadziły w 2003 do utraty większości w Radzie Miejskiej, co skutkowało odwołaniem Eigimsa z funkcji głowy miasta i powierzeniem tej funkcji Ricie Strode. Od tego czasu Światło znajdowało się w opozycji wobec rządów LC i LPP jako największe pod względem liczby mandatów ugrupowanie. 
W wyborach do Sejmu z 2002 partia uzyskała 9,3% głosów na terenie Łatgalii, co przełożyło się na 1,5% w skali kraju – nie udało się więc przekroczyć progu wyborczego. Poza Dyneburgiem ugrupowanie reprezentowane było przez jednego radnego w Krasławiu. W 2007 doszło do rozwiązania partii, a jej lider znalazł się w szeregach Łotewskiej Socjaldemokratycznej Partii Robotniczej.